# Bacino di Gotland

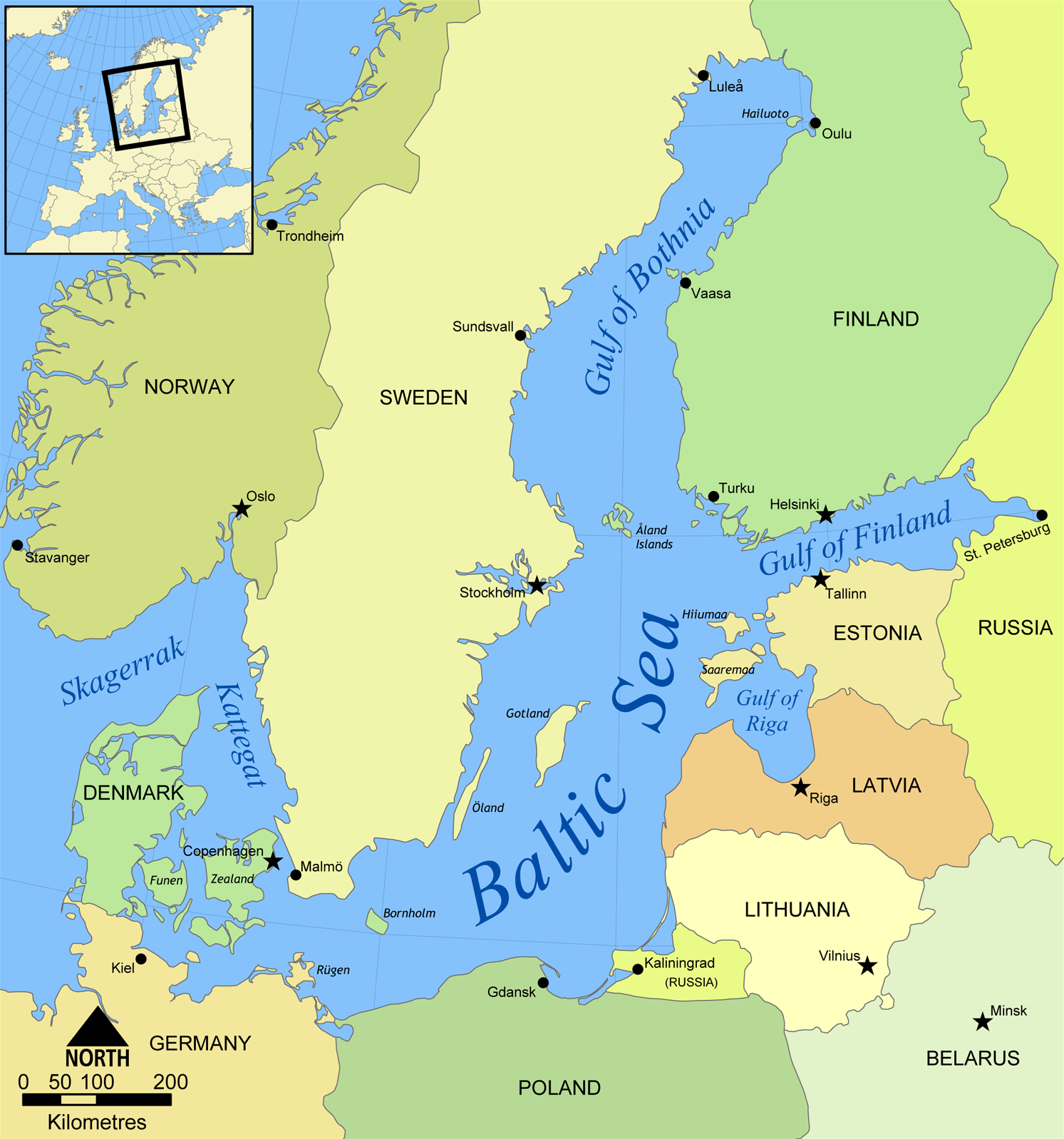
Il Mar Baltico

Il bacino di Gotland è un vasto bacino al centro del Mar Baltico, situato tra la Svezia e i Paesi baltici. È suddiviso in tre zone chiamate rispettivamente bacino di Gotland occidentale, bacino di Gotland orientale e baia di Danzica.
All'interno del bacino orientale si trova il Gotland Deep, una depressione profonda 249 metri costituita da acque anossiche. Invece all'interno del Bacino Occidentale si trova il Landsort Deep che, con i suoi 459 metri di profondità, rappresenta non solo il punto più profondo dell'intero bacino Gotland, ma anche del Mar Baltico. 
I sedimenti oceanici contenuti all'interno del bacino Gotland sono importanti per lo studio dei cambiamenti climatici avvenuti nell'Europa settentrionale negli ultimi 5000 anni, cioè durante l'epoca geologica dell'Olocene.